# تپه گور چغا
تپه گور چغا در شهرستان خرم‌آباد، بخش پاپی، دهستان کشور، ۱/۵ کیلومتری جنوب شرق روستای دهگاه واقع شده و این اثر در تاریخ ۲۸ اسفند ۱۳۸۵ با شمارهٔ ثبت ۱۸۶۱۸ به‌عنوان یکی از آثار ملی ایران به ثبت رسیده است.